# Scutomollisia microspora
Scutomollisia microspora är en svampart som beskrevs av B. Hein & Scheuer 1986. Scutomollisia microspora ingår i släktet Scutomollisia, ordningen disksvampar, klassen Leotiomycetes, divisionen sporsäcksvampar och riket svampar.   Inga underarter finns listade i Catalogue of Life.